# Riksväg 11
De Zweedse rijksweg 11 is gelegen in de provincie Skåne län en is circa 88 kilometer lang. De weg ligt in het meest zuidelijke deel van Zweden.
De weg heette vroeger Riksväg 12, maar werd hernummerd om geen verwarring te krijgen met de Europese wegen door Zweden.

## Plaatsen langs de weg
- Malmö
- Staffanstorp
- Grevie och Beden
- Kyrkheddinge
- Dalby
- Veberöd
- Sjöbo
- Ramsåsa
- Tomelilla
- Lunnarp
- Smedstorp
- Gärsnäs
- Östra Tommarp
- Simrishamn

## Knooppunten
De weg begint aan de Inre ringvägen te Mälmo en kruist verder:
- E6/E20/E22 bij Mälmo
- Länsväg 108 bij Staffanstorp
- Riksväg 16 bij Dalby
- Länsväg 102, gezamenlijk tracé tussen Veberöd en Dalby
- Riksväg 13 bij Sjöbo
- Riksväg 19 bij Tomelilla

De laatste vijf kilometer lopen de Riksväg 11 en Riksväg 9 over dezelfde weg.
Europese wegen:
E4 · E6 · E10 · E12 · E14 · E16 · E18 · E20 · E22 · E45 · E65
Riksvägar:
9 · 11 · 13 · 15 · 17 · 19 · 21 · 23 · 24 · 25 · 26 · 27 · 28 · 29 · 30 · 31 · 32 · 34 · 35 · 37 · 40 · 41 · 42 · 44 · 46 · 47 · 49 · 50 · 51 · 52 · 53 · 55 · 56 · 57 · 61 · 62 · 63 · 66 · 68 · 69 · 70 · 72 · 73 · 75 · 76 · 77 · 83 · 84 · 86 · 87 · 90 · 92 · 94 · 95 · 97 · 98 · 99